# David Cobb (Maler)
Charles David Cobb (* 13. Mai 1921 in Bromley/Kent; † 18. Juni 2014 bei Lymington) war ein britischer Landschafts- und Marinemaler, Illustrator sowie Sachbuchautor und Präsident der Royal Society of Marine Artists.

## Leben

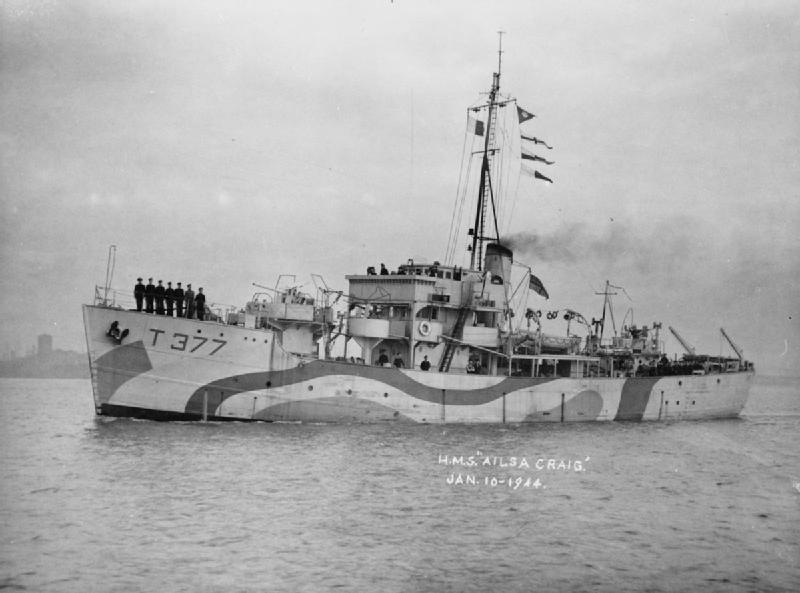
Ein britischer Naval Trawler der Isle-Klasse vom gleichen Typ wie Canna

Nach dem Schulbesuch im Nautical College in Pangbourne/Berkshire studierte David Cobb Malerei bei Robert Borlase Smart (1881–1947) in Cornwall. Im Zweiten Weltkrieg ging er zur Royal Navy und diente von 1940 zunächst als Lieutenant in Atlantikkonvois – so auf der HMS Canna, einem Marine-Trawler der Isles-Klasse. Im Laufe des Jahres 1942 bzw. spätestens mit dem Verlust der Canna in Lagos im Dezember 1942, wechselte er zu den Küstenstreitkräften. Dort fuhr er zunächst als Erster Offizier auf Motortorpedobooten und ab Juni 1944 als Kommandant des MTB 246 in der Nordsee.
Nach der Entlassung aus der Marine 1946 begann er, beruflich als Maler zu arbeiten. Im folgenden Jahr lernte er die Malerin und Künstlerin Jean Main (1916–1998, nach anderen Angaben † 2008) kennen und heiratete sie. Das Ehepaar zog auf einen alten Kutter mit dem Namen White Heather, der im cornischen Newlyn vor Anker lag und mit dem sie in den Sommermonaten auch segelten. Nach der Geburt einer Tochter zog die Familie 1954 in die Nähe von Brockenhurst in den New Forest/Hampshire. Dort lebten und arbeiteten David Cobb und seine Frau lebenslang. Dort starb David Cobb auch am 18. Juni 2014 im Alter von 93 Jahren.

## Schaffen und Werk
Über David Cobb hieß es, „er male alles, was schwimmt – aus jeder Zeit“. Aus den ersten Jahren nach Aufnahme der hauptberuflichen Malerei 1946 sind wenige Bilder in der Literatur überliefert. Sein Werk umfasste anfangs Buchillustrationen in Sachbüchern und Belletristik, die er in der Regel zusammen mit seiner Frau erschaffen hat. Bekannt sind zunächst Landschaften und Küstenlandschaften und vor allem aus den 1950er Jahren die ersten marinehistorischen Illustrationen. Er signierte seine Bilder ohne Datumsangabe mit „DAVID COBB“.
Bis zur Mitte der 1970er Jahre war er als freier Mitarbeiter von Segelzeitschriften tätig, malte für Einzelpersonen, Reedereien, Regierungsorganisationen, Unternehmen, Publizisten und die britischen Streitkräfte sowie deren Museen. In seinen Bildmotiven konzentrierte er sich nun neben Küstenlandschaften auf Gemälde aller Arten von Schiffen und Booten, Seestücke vor allem des Zweiten Weltkrieges, sowie Segelrennen, historische Schiffe und Häfen. Charakteristisch insbesondere für seine militärischen Szenen ist die oftmals erhöhte Perspektive, um größere Distanzen darstellen zu können.
Im Jahr 1977 erhielt er vom National Museum of the Royal Navy in Portsmouth einen Auftrag über eine Serie von insgesamt 49 Gemälden zu Seeschlachten und Gefechten des Zweiten Weltkrieges. Die Oberthemen der drei Einzelserien lauteten „Die Schlacht im Atlantik“, „Die Royal Navy und der Krieg im Mittelmeer“ und „Der Pazifikkrieg“. In den nächsten fünf Jahren arbeitete David Cobb vornehmlich an der Abarbeitung dieses Auftrags.
Kurz nach Fertigstellung der letzten Bilder aus diesem Auftrag begann der Falklandkrieg. David Cobb begleitete die Umbauarbeiten einiger Schiffe für den Einsatz im Südatlantik, beobachtete die Vorbereitungen und die Schiffe in Southampton und Portsmouth. Noch während des Krieges bestellte ihn das Verteidigungsministerium zum offiziellen Kriegsmaler. Nach dem Fall von Port Stanley am 14. Juni 1982 flog er auf die Falklandinseln. Dort dokumentierte er die wichtigsten Ereignisse des Krieges, nahm sich aber auch die Zeit, die Landschaft und die weniger bekannten Details des Konflikts zu skizzieren. Aus diesem Aufenthalt resultierten zahlreiche Gemälde und sein 1986 erschienenes Buch The making of a war artist. David Cobb: the Falkland paintings. Im Buch ist die umfangreichste Sammlung gedruckter Bilder von ihm enthalten, in dem rund 50 seiner Gemälde und mindestens noch einmal so viel Skizzen Platz gefunden haben. Einige weitere Bilder sind im Werk von Roger Villar Merchant Ships at War: The Falklands Experience aufgenommen.
Erneut reiste David Cobb 1985 auf die Falklands und brachte dies zu Papier bzw. auf die Leinwand. Noch einmal wurde er 1991 zum Kriegsmaler und malte Seestücke aus dem Zweiten Golfkrieg. Danach wurde es zumindest in der Überlieferung ruhig um David Cobb.
Seine Bilder sind heute nicht nur in großen Museen Großbritanniens, wie dem National Maritime Museum in Greenwich oder dem National Museum of the Royal Navy in Portsmouth, ausgestellt, sondern hängen bei privaten Auftraggebern, Reedereien, Regimentern oder Marineeinheiten. David Cobb war Mitglied und Präsident der Royal Society of Marine Artists (RSMA) sowie des Royal Institute of Oil Painters (ROI). Zudem engagierte er sich als Mitglied beim Royal Cruising Club, des Board of Governors Training ship Foudroyant und der Society for Nautical Research.

## Werke (Auswahl)

### Illustrationen
- John Scott Hughes: Eternal Wave, Illustrated by David Cobb, Temple Press, London 1951.
- Herman Wouk: The ‘Caine’ Mutiny. Illustrated by Jean Main and David Cobb, Jonathan Cape, London 1951.
- Garry Hogg: Norwegian Holiday. Illustrated by Jean Main and David Cobb, Thomas Nelson and sons, London 1952.
- Alan Villiers: And Not To Yield; A Story of the Outward Bound School of Adventure. Illustrated by Jean Main and David Cobb, Scribner, New York 1953.
- Gilbert Hackforth Jones: Green Sailors and Fair Winds. Illustrated by Jean Main and David Cobb, Hodder & Stoughton, London 1956.
- Menu cards, Illustrated by David Cobb, Charles & Read, London 1975.

### Gemälde (Auswahl)
- 1952: Arnside
- 1952: Beaumaris
- 1952: Lake Windemere
- 1952: Ravenglass

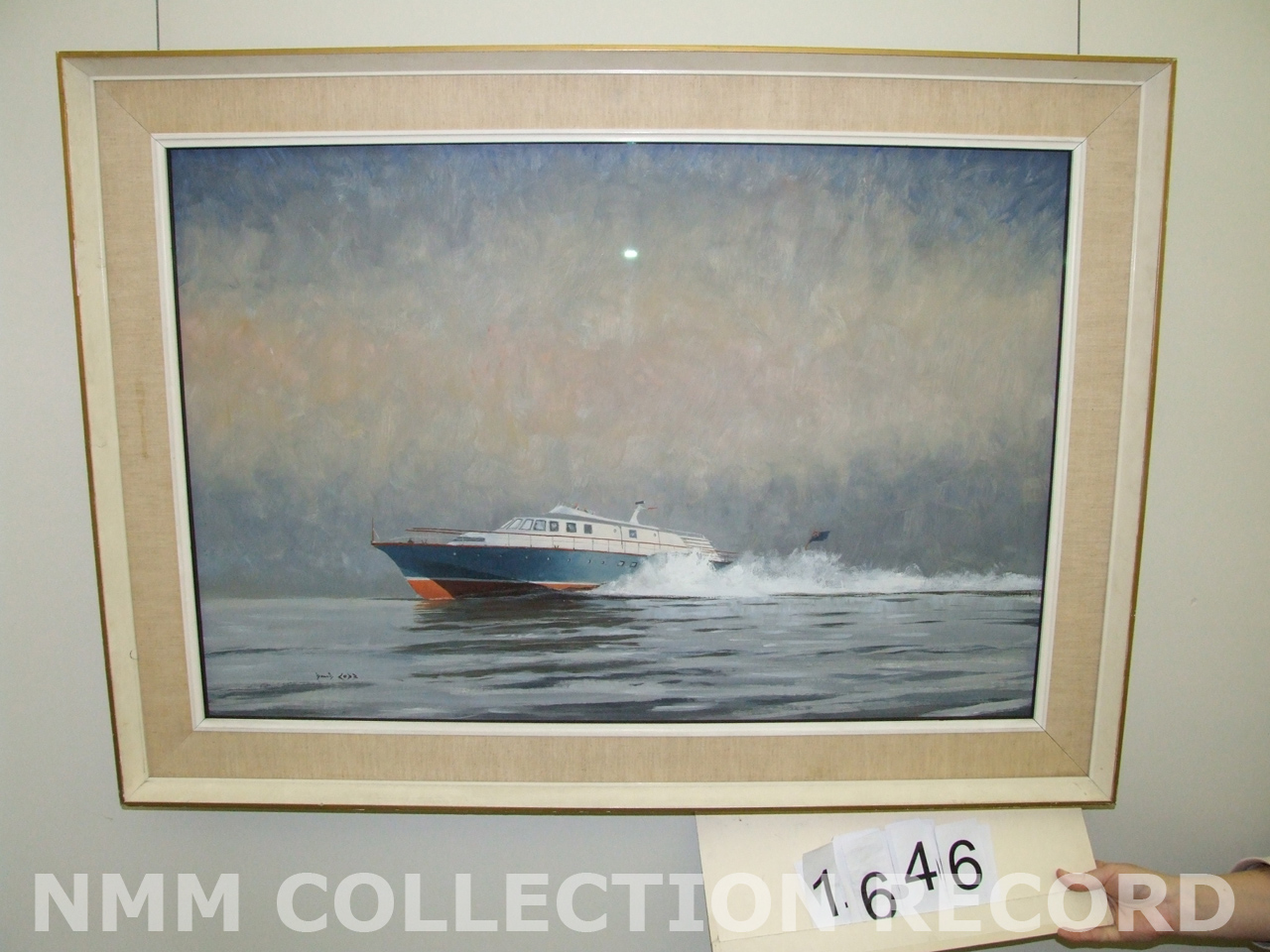
David Cobb: The yacht Mercury (1960), National Maritime Museum, Greenwich

- 1954: Night in the Docks (Government Art Collection, London)
- 1960: A Royal Barge (National Maritime Museum, Greenwich)
- 1960: Scrubbing the yacht Golden Vanity (National Maritime Museum, Greenwich)
- 1963: St Peter Port Lifeboat and the ‘Johan Collet’ (Castle Cornet)
- 1977: Liverpool, Nerve Centre for the Battle of the Atlantic (National Museum of the Royal Navy, Portsmouth)
- 1978. Air Attack by Luftwaffe on Channel Convoy (National Museum of the Royal Navy, Portsmouth)
- 1980: Salerno, HM 'Submarine Shakespeare' Acting as a Marker for Invasion Fleet, 9 September 1943 (National Museum of the Royal Navy, Portsmouth)
- 1982: St. Helena’ in Porthmouth Dockyard (Curnow Shipping Ltd.)
- 1982: Norland’ in San Carlos Water (Peninsular and Steam Navigation Co.)
- 1982: Uganda’ enters Falkland Sound and meets MV ‘Elk’ (Fleet Air Arm Museum)
- 1982: The Merchant fleet of 24 ships gathered in Port Stanley and Port William
- 1982: Baltic Ferry’ in Ajax Bay, San Carlos (Fleet Air Arm Museum)
- 1982: RFA ‘Resource’s’ rendevouz with ‘Canberra’ to transfer stores
- 1982: D+3 in San Carlos Water (Army and Navy Club, London)
- 1991: HMS 'Gloucester' on the Armilla Patrol Escorting a Convoy of Container Ships through the Strait of Hormuz (National Museum of the Royal Navy, Portsmouth)
- 1991: MCMV's at Work off Kuwait City with USS 'Missouri' Bombarding (National Museum of the Royal Navy, Portsmouth)

### Schriften
- Three mile limit: Shipping from Britain's coasts, Phoenix House, London 1950.
- Drawing and Painting Seascape. Shipping and Waterside Scenery, Pitman, London 1953.
- Starting to sail. A 'Yachting World' book, Iliffe, London 1964.
- HM MTB/Vosper 70ft. Profile Publications (Warship Profile #7), Windsor 1971.
- The making of a war artist: David Cobb: the Falkland paintings, Conway Maritime Press, London 1986, ISBN 0-85177-324-9.